# Den Amstel Football Club
O Den Amstel Football Club é um clube de futebol sul-americano de Den Amstel, na região de Ilhas do Essequibo–Demerara Ocidental, na Guiana.
Foi campeão regional duas vezes, tendo conquistado seu primeiro título na temporada 2001-02. Atualmente disputa a Elite League do Campeonato Guianense de Futebol.